# Isoxys
Isoxys ist eine Gattung mit unsicherer Stellung innerhalb der Gliederfüßer (Arthropoda).

## Merkmale
Isoxys besaß einen nicht mineralisierten Kopfschild mit flexiblen seitlichen Pleuralfalten, welche den Körper fast vollständig bedeckten, große kugelige Augen und ein Paar Extremitäten mit dicken stacheligen Auswüchsen an ihren vorderen Rändern. Die darauf folgenden 13 Gliedmaßen hatten eine zweiästige Form mit paddelartigen Gliedern. Darauf folgte ein Telson mit Seitenklappen, welcher über den hinteren Rand des Kopfschildes hinaus ragte.
Teilweise ist auch noch der Darm erhalten gewesen: er war rohrähnlich und verlief vom Mund bis zum Telson und wurde von paarig angeordneten knollenartigen Gebilden flankiert, welche man für Verdauungsdrüsen hält.

## Lebensweise
Die Gattung kam ausschließlich in tropischen und subtropischen Gegenden vor. Aufgrund der Morphologie des Telsons und der paddelartigen Glieder am Thorax hält man Isoxys für einen Schwimmer. Die großen Augen ermöglichten einen fast 360°-Blick, welcher für die Jagd und auch zum Schutz vor Fressfeinden hilfreich war. Ebenfalls zum Schutz dienten die den Körper fast vollständig überdeckenden Pleuralfalten.

## Fundorte
Die Gattung Isoxys wurde weltweit in kambrischen Fossillagerstätten gefunden: in Nordamerika (Burgess-Schiefer, Sirius-Passet, Langston-Formation, Chilhowee), Südaustralien (Emu-Bay-Schiefer), China (Kaili-Formation, Chengjiang), Sibirien, Südfrankreich und Spanien. Auf Grund der zahlreichen Vorkommnisse schließt man auf einen großen Verbreitungsraum von Isoxys während des Kambriums.

## Systematik
Die systematische Einteilung innerhalb der Gliederfüßer (Arthropoda) ist noch nicht geklärt. Einige Autoren stellen Isoxys zu den Arachnomorpha, andere jedoch auf Grund der Extremitäten am Kopf direkt zu den Kieferklauenträger (Chelicerata). Einige Autoren beziehen die Gattung in die Klasse Thylacocephala ein, deren Verwandtschaft aber ebenfalls unklar ist
Zurzeit sind folgende Arten beschrieben:
- Isoxys acutangulus Walcott, 1908
- Isoxys auritus Jiang, 1982
- Isoxys bispinatus Cui, 1991
- Isoxys carbonelli Richter & Richter, 1927
- Isoxys chilhoweanus Walcott, 1890 (Typ)
- Isoxys communis Glaessner, 1979
- Isoxys curvirostratus Vannier & Chen, 2000
- Isoxys glaessneri García-Bellido, Paterson, Edgecombe, Jago, Gehling & Lee, 2009
- Isoxys longissimus Simonetta & Delle Cave, 1975
- Isoxys paradoxus Hou, 1987
- Isoxys volucris Williams, Siveter & Peel, 1996
- Isoxys wudingensis Luo and Hu, 2006
- Isoxys zhurensis Ivantsov, 1990